# Hydrotaea pandellei
Hydrotaea pandellei är en tvåvingeart som beskrevs av Stein 1899. Hydrotaea pandellei ingår i släktet Hydrotaea, och familjen husflugor. Arten är reproducerande i Sverige. Inga underarter finns listade i Catalogue of Life.